# Glista świńska
Glista świńska (Ascaris suum) – nicień z rodziny glist pasożytujący w jelicie cienkim świni. Cykl rozwojowy adekwatny do cyklu glisty ludzkiej. Cykl trwa około 2 miesięcy. Samica produkuje około 200 tys. jaj dziennie, które wydalane są wraz z kałem żywiciela.
Glistnica jest chorobą wywoływaną przez glisty, które najczęściej występują u zwierząt młodych (w wieku od 3 do 9 miesięcy) jakkolwiek spotykane są również u świń dorosłych, które jednak łatwiej znoszą inwazje tych pasożytów.
Świnie zarażają się glistami znajdując wraz z zanieczyszczoną karmą jaja glist. Z tych jaj w jelicie cienkim świni wylęgają się larwy, które przebijają ścianę jelita, przedostając się do krwi. Z krwią wędrują do płuc, skąd przez tchawicę dostają się do krtani oraz do jamy ustnej, następnie razem z karmą lub śliną są powtórnie połykane i wędrują do jelita cienkiego, gdzie przekształcają się w dorosłe glisty i składają jaja.
W ciągu 24 godzin każda samica może złożyć około 100 tysięcy jaj, które zwierzę objęte inwazją wydala z organizmu razem z kałem. Po 15–20 dniach jaja dojrzewają i stają się zdolne do zakażenia.